# موسلاخ
موسلاخ (به لاتین: Muslakh) یک منطقهٔ مسکونی در روسیه است که در داغستان واقع شده‌است.